# Устробна
Устробна (пол. Ustrobna) — село в Польщі, у гміні Вояшувка Кросненського повіту Підкарпатського воєводства.
Населення — 1164 особи (2011).

## Історія
Первісним населенням були русини-лемки, які з часом полонізувались. Також відомо, що село входило до північно-західної Пильзненської округи Сяноцької землі .
У 1975-1998 роках село належало до Кросненського воєводства.

## Пам'ятки
Неоготичний костел святого Яна Кентського 1877 року. Розп'яття виготовлене в Мюнхені, а різьблені статуї Матері Божої і святого Івана Богослова — робота Франциска Висп'янського.
Маєток початку ХІХ століття. Будівля відремонтована завдяки тутешнім селянам. Зараз у приміщенні є реабілітаційний центр і народний дім (Dom Ludowy)
Першою половиною ХІХ століття датований і парк з дубами, кленами і ставом з островом.

## Демографія
Демографічна структура станом на 31 березня 2011 року:
|          | Загалом | Допрацездатний вік | Працездатний вік | Постпрацездатний вік |
| -------- | ------- | ------------------ | ---------------- | -------------------- |
| Чоловіки | 562     | 120                | 385              | 57                   |
| Жінки    | 602     | 122                | 349              | 131                  |
| Разом    | 1164    | 242                | 734              | 188                  |